# Trung Sơn, Gio Linh
Trung Sơn là một xã cũ thuộc huyện Gio Linh, tỉnh Quảng Trị, Việt Nam.
Xã Trung Sơn có diện tích 29,97 km², dân số năm 1999 là 4.868 người, mật độ dân số đạt 162 người/km².

## Lịch sử
Ngày 16 tháng 6 năm 2025, Ủy ban Thường vụ Quốc hội ban hành Nghị quyết số 1680/NQ-UBTVQH15 về việc sắp xếp các đơn vị hành chính cấp xã của tỉnh Quảng Trị năm 2025. Theo đó, sắp xếp toàn bộ diện tích tự nhiên, quy mô dân số của các xã Trung Hải, xã Trung Giang, xã Trung Sơn thành xã mới có tên gọi là xã Bến Hải.

## Hành chính
Xã Trung Sơn được chia thành 4 thôn: An Đồng, Bến Hải, Kinh Môn, Võ Xá.